# Lista di Pokémon

I primi 150 Pokémon così come appaiono in Pokémon Stadium, iniziando con Bulbasaur nell'angolo in alto a sinistra e finendo con Mewtwo nell'angolo in basso a destra.

Il franchise di Pokémon ruota attorno a più di 1.000 specie immaginarie di mostri collezionabili, ognuna con design, abilità e poteri unici. Ideati da Satoshi Tajiri all'inizio del 1989, i Pokémon (o Pocket Monsters) sono creature immaginarie che abitano il mondo immaginario dei Pokémon. I design per la moltitudine di specie possono trarre ispirazione da qualsiasi cosa, come animali, piante e creature mitologiche. Molti Pokémon sono in grado di evolversi in specie più potenti, mentre altri possono subire cambiamenti di forma e ottenere risultati simili. Originariamente, solo una manciata di artisti guidati da Ken Sugimori progettavano i Pokémon. Tuttavia, nel 2013 un team di 20 artisti ha lavorato insieme per creare i design di nuove specie. Sugimori e Hironobu Yoshida guidano la squadra e determinano il design finale.
La vasta gamma di creature è comunemente divisa in "generazioni", con ciascuna divisione che comprende principalmente nuovi titoli nelle principali serie di videogiochi e spesso un cambio di console portatile. La prima generazione si riferisce a Rosso, Verde, Blu e Giallo; la seconda generazione si riferisce a Oro, Argento e Cristallo; la terza generazione si riferisce a Rubino, Zaffiro, Rosso Fuoco, Verde Foglia e Smeraldo; la quarta generazione si riferisce a Diamante, Perla, Platino, Oro HeartGold e Argento SoulSilver; la quinta generazione si riferisce a Nero, Bianco, Nero 2 e Bianco 2; la sesta generazione si riferisce a X, Y, Rubino Omega e Zaffiro Alpha; la settima generazione si riferisce a Sole, Luna, Ultrasole, Ultraluna, Let's Go, Pikachu! e Let's Go, Eevee!; l'ottava generazione si riferisce a Spada, Scudo, Diamante Lucente, Perla Splendente e Leggende: Arceus; e la nona generazione si riferisce a Scarlatto e Violetto. Ogni generazione è inoltre caratterizzata dall'aggiunta di nuovi Pokémon: 151 nella prima generazione nella regione di Kanto, 100 nella seconda generazione nella regione di Johto, 135 nella terza generazione nella regione di Hoenn, 107 nella quarta generazione nella regione di Sinnoh, 156 nella quinta generazione nella regione di Unima, 72 nella sesta generazione nella regione di Kalos, 88 nella settima generazione nelle regioni di Alola e Kanto, 96 nell'ottava generazione nelle regioni di Galar e Hisui e 120 nella nona generazione nelle regioni di Paldea, Nordivia e l'Istituto Mirtillo di Unima.
A causa dell'elevato numero di Pokémon, l'elenco di ciascuna specie è diviso in articoli per generazione. I 1025 Pokémon sono catalogati in base al loro numero nel Pokédex nazionale, un'enciclopedia elettronica interna al gioco che fornisce varie informazioni sui Pokémon. Il Pokédex nazionale è suddiviso in Pokédex regionali, ciascuno incentrato su specie introdotte all'epoca delle rispettive generazioni insieme alle generazioni più anziane. Ad esempio, il Pokédex di Johto, seconda generazione, copre le 100 specie introdotte in Oro e Argento oltre alle 151 specie originali. Le enciclopedie seguono un ordine generale: i Pokémon iniziali sono elencati per primi, seguiti dalle specie ottenibili all'inizio dei rispettivi giochi e si concludono con i Pokémon leggendari e misteriosi. La quinta generazione è l'unica eccezione, poiché Victini è il primo Pokémon nel Pokédex di Unima.

## Ideazione
Satoshi Tajiri, in seguito fondatore di Game Freak, concepì le premesse di Pokémon in generale nel 1989, quando fu lanciato il Game Boy. Le creature che popolano il mondo di Pokémon sono anch'esse chiamate Pokémon. La parola "Pokémon" è una contrazione romanizzata del marchio giapponese Pocket Monsters (ポケットモンスター?, Poketto Monsutā). Il concetto dell'universo Pokémon, sia nei videogiochi che in generale nel mondo immaginario della serie, deriva in particolare dall'hobby infantile di Tajiri di collezionare insetti. Altre influenze sul concetto includono Ultraman, gli anime e i videogiochi in generale. Durante i suoi primi anni di vita, Tajiri ha visto la sua città natale rurale e ricca di natura (Machida) trasformarsi in un centro urbano. L'urbanizzazione della sua città ha allontanato la fauna selvatica e lui e gli altri che vivevano nella zona alla fine non sono stati in grado di collezionare insetti. Attraverso i Pokémon, Tajiri ha cercato di riportare in vita questo passatempo all'aria aperta e di condividerlo con il mondo. I primi giochi della serie, Rosso e Verde, furono pubblicati il 27 febbraio 1996 in Giappone per Game Boy. I giochi sono stati distribuiti a livello internazionale come Rosso e Blu nel settembre 1998. La capacità di catturare, combattere, scambiare e prendersi cura di numerose creature ha catapultato i Pokémon verso la popolarità internazionale, facendolo diventare un franchise multimiliardario e la seconda serie di videogiochi più venduta dopo il franchise di Mario.
All'inizio di un gioco Pokémon della serie principale, il personaggio del giocatore riceve uno dei tre Pokémon "iniziali", con il quale può combattere e catturare altri Pokémon. Ogni Pokémon ha uno o due "tipi", come Fuoco, Acqua o Erba. In battaglia, alcuni tipi sono forti contro altri tipi. Ad esempio, un attacco di tipo Fuoco infliggerà più danni a un Pokémon di tipo Erba rispetto a un attacco di tipo Acqua. Questa forma di gioco viene spesso paragonata a quella della morra cinese, anche se i giocatori devono stabilire una strategia su quali Pokémon e quali dei loro attacchi usare contro i vari avversari.
Molte specie di Pokémon possono evolversi in creature più grandi e potenti. Il cambiamento è accompagnato da modifiche alle statistiche, generalmente un aumento modesto, e dall’accesso a una più ampia varietà di attacchi. Esistono diversi modi per innescare un'evoluzione, tra cui il raggiungimento di un particolare livello, l'utilizzo di una pietra speciale o l'apprendimento di un attacco specifico. Ad esempio, al livello 16, Bulbasaur può evolversi in Ivysaur. In particolare, il Pokémon di tipo Normale Eevee può evolversi in otto diversi Pokémon: Jolteon (Elettro), Flareon (Fuoco), Vaporeon (Acqua), Umbreon (Buio), Espeon (Psico), Leafeon (Erba), Glaceon (Ghiaccio) e Sylveon (Folletto). Nella sesta generazione, i giochi hanno introdotto una nuova meccanica chiamata megaevoluzione, così come un sottoinsieme della stessa noto come archeorisveglio. A differenza della normale evoluzione, la megaevoluzione e l'archeorisveglio durano solo per la durata di una battaglia, con il Pokémon che ritorna alla sua forma normale al suo termine; all'uscita di Sole e Luna, 48 Pokémon sono in grado di accedere alla megaevoluzione o all'archerorisveglio. Al contrario, alcune specie come Castform, Rotom, Unown e Lycanroc subiscono cambiamenti di forma, che possono fornire miglioramenti alle statistiche o cambiamenti e alterazioni del tipo ma non sono considerate nuove specie. Alcuni Pokémon hanno differenze nell'aspetto dovute al sesso. I Pokémon possono essere maschi o femmine, solo maschi, solo femmine o di sesso sconosciuto.
Il franchise di Pokémon è destinato principalmente ai giocatori più giovani. Tuttavia, ogni Pokémon ha vari attributi complessi come natura, tratti caratteristici, punti individuali (VI o IV, dall'inglese Individual Value) e punti base (EV, dall'inglese Effort Value). Questi sono destinati a persone «che amano combattere e vogliono andare più in profondità», stando al Board Director di Game Freak Junichi Masuda. Sono state incluse anche queste statistiche individuali, perché il concetto di base del franchise è allenare i propri Pokémon. Il designer Takeshi Kawachimaru ha affermato che IV ed EV «aiutano a rendere ogni Pokémon nel gioco unico», poiché aggiunge loro aspetti unici. Ogni gioco Pokémon introduce alcuni Pokémon "leggendari" e "misteriosi" che sono potenti, rari e difficili da catturare. Pokémon Sole e Luna hanno introdotto le "ultracreature", descritte come «esseri provenienti da un'altra dimensione» apparsi nella regione di Alola e sono altrettanto potenti e rari.

## Design e sviluppo

La meccanica dell'evoluzione è illustrata in modo più evidente attraverso Eevee (al centro) e le sue otto evoluzioni. Ognuna richiede un metodo diverso per evolversi.

Durante lo sviluppo di Rosso e Verde, tutti i Pokémon sono stati progettati da Ken Sugimori, un amico di lunga data di Tajiri, e un team di meno di dieci persone, inclusa Atsuko Nishida, accreditata come la designer di Pikachu. Nel 2013, un team di 20 artisti ha lavorato insieme per creare i design di nuove specie. Un comitato di cinque persone determina quali design integrare nei giochi, con Sugimori e Hironobu Yoshida che finalizzano l'aspetto di ciascuna creatura. Sugimori è anche responsabile dei Pokémon leggendari presenti nelle copertine dei giochi e di tutti gli artwork ufficiali degli stessi. Secondo Yoshida, il numero di design di Pokémon scartati è dalle cinque alle dieci volte superiore al numero di Pokémon effettivamente inclusi in ciascun gioco. In rari casi, i design scartati vengono recuperati e riutilizzati in una generazione successiva. Shigeru Ohmori, direttore di Sole e Luna, ha ammesso che creare nuovi Pokémon è diventato un compito difficile visto l'enorme numero di creature progettate nei 20 anni di storia del franchise. Ogni iterazione della serie ha portato sia elogi sia critiche nei confronti delle numerose creature.
I design dei Pokémon sono spesso molto simili alle creature della vita reale, ma sono talvolta ispirati anche a oggetti inanimati. Il direttore Junichi Masuda e il graphic designer Takao Unno hanno affermato che l'ispirazione per i design dei Pokémon può provenire da qualsiasi cosa. La varietà di animali e culture in tutto il mondo forniscono la base per incorporare innumerevoli idee nel franchise. L'ambiente in cui vivrebbe un Pokémon viene preso in considerazione quando vengono progettati. Comfey, simile a una lei, si adatta perfettamente alla regione di Alola presente in Sole e Luna, ispirata alle Hawaii. Masuda ha affermato che ogni elemento di un design ha una ragione di funzionamento. In alcuni casi, il team di designer crea un'impronta che un Pokémon potrebbe lasciare e progetta una creatura attorno ad essa. Alcuni designer cercano ispirazione nelle meccaniche di gioco e vedono dove particolari combinazioni di tipo potrebbero essere interessanti. L'assegnazione del tipo varia durante il processo di progettazione; a volte un Pokémon riceve un tipo dopo che è stato creato e altre volte sono progettati attorno a un tipo particolare. Ogni Pokémon ha un'altezza e un peso specifici.
Le radici più semplici dei design della prima generazione hanno portato a una maggiore complessità nei giochi successivi. I design in generale sono diventati sempre più complessi e tematici nei giochi più recenti. Sneasel, ad esempio, trae ispirazione dagli yōkai kamaitachi giapponesi, creature mitiche con artigli veloci e affilati come rasoi che cacciano in branco. Questi elementi si ritrovano tutti nel design e nelle caratteristiche di Sneasel. I nuovi Pokémon introdotti nella sesta generazione, ad esempio, sono fortemente influenzati dalla cultura e dalla fauna dell'Europa (in particolare dalla Francia). Tuttavia, con l'uscita di X e Y nel 2013, Sugimori ha dichiarato di desiderare che il design dei Pokémon ritorni alle radici più semplici del franchise.
Masuda considera i Pokémon iniziali tra i più importanti del franchise. Yoshida va oltre e li chiama «il volto di quella generazione» e dice che «sono quelli che dovrebbero essere sulla confezione». I tre Pokémon iniziali di ogni generazione sono sempre di tipo Erba, Acqua e Fuoco, un trio che Masuda considera il più facile da capire per i nuovi giocatori. I loro design sono basati su animali riconoscibili e realizzati per distinguersi dai Pokémon preesistenti. A ciascuno vengono inoltre assegnate personalità distinte per definirli ulteriormente. In un'intervista con GamesRadar nel 2009, Masuda ha affermato che i Pokémon semplici impiegano circa sei mesi per essere progettati e sviluppati e che i Pokémon che svolgono un ruolo più importante nei giochi (come i Pokémon iniziali) potrebbero richiedere più di un anno. Masuda ha aggiunto: «Vogliamo anche che il designer abbia quanta più libertà possibile; non vogliamo restringere la sua immaginazione dicendo: 'Vogliamo questo tipo di Pokemon.' Quando parliamo con il designer sottolineiamo sempre che non dovrebbero pensare necessariamente ai Pokemon, ma dovrebbero invece essere il più creativi possibile». Dopo che il Pokémon è stato progettato, viene inviato al "Battle Producer", che decide quali mosse e statistiche il Pokémon dovrebbe avere.

## Lista di Pokémon
| Generazione | Anni          | Regione      | Titoli                                     | Piattaforme                  | Numero di Pokémon | Numero di Pokémon       | Numero di Pokémon |
| Generazione | Anni          | Regione      | Titoli                                     | Piattaforme                  | Nuovi nei giochi  | Nuovi nella generazione | Totale            |
| ----------- | ------------- | ------------ | ------------------------------------------ | ---------------------------- | ----------------- | ----------------------- | ----------------- |
| I           | 1996–1999     | Kanto        | Rosso, Verde, Blu e Giallo                 | Game Boy, Nintendo 3DS       | 151               | 151                     | 151               |
| II          | 1999–2002     | Johto, Kanto | Oro, Argento e Cristallo                   | Game Boy Color, Nintendo 3DS | 100               | 100                     | 251               |
| III         | 2002–2006     | Hoenn        | Rubino, Zaffiro e Smeraldo                 | Game Boy Advance             | 135               | 135                     | 386               |
| III         | 2002–2006     | Kanto        | Rosso Fuoco e Verde Foglia                 | Game Boy Advance             | Nessuno           | 135                     | 386               |
| IV          | 2006–2010     | Sinnoh       | Diamante, Perla e Platino                  | Nintendo DS                  | 107               | 107                     | 493               |
| IV          | 2006–2010     | Johto, Kanto | Oro HeartGold e Argento SoulSilver         | Nintendo DS                  | Nessuno           | 107                     | 493               |
| V           | 2010–2013     | Unima        | Nero e Bianco                              | Nintendo DS                  | 156               | 156                     | 649               |
| V           | 2010–2013     | Unima        | Nero 2 e Bianco 2                          | Nintendo DS                  | Nessuno           | 156                     | 649               |
| VI          | 2013–2016     | Kalos        | X e Y                                      | Nintendo 3DS                 | 72                | 72                      | 721               |
| VI          | 2013–2016     | Hoenn        | Rubino Omega e Zaffiro Alpha               | Nintendo 3DS                 | Nessuno           | 72                      | 721               |
| VII         | 2016–2019     | Alola        | Sole e Luna                                | Nintendo 3DS                 | 81                | 88                      | 809               |
| VII         | 2016–2019     | Alola        | Ultrasole e Ultraluna                      | Nintendo 3DS                 | 5                 | 88                      | 809               |
| VII         | 2016–2019     | Kanto        | Let's Go, Pikachu! e Let's Go, Eevee!      | Nintendo Switch              | 2                 | 88                      | 809               |
| VIII        | 2019–2022     | Galar        | Spada e Scudo                              | Nintendo Switch              | 81                | 96                      | 905               |
| VIII        | 2019–2022     | Galar        | Espansione L'isola solitaria dell'armatura | Nintendo Switch              | 3                 | 96                      | 905               |
| VIII        | 2019–2022     | Galar        | Espansione Le terre innevate della corona  | Nintendo Switch              | 5                 | 96                      | 905               |
| VIII        | 2019–2022     | Sinnoh       | Diamante Lucente e Perla Splendente        | Nintendo Switch              | Nessuno           | 96                      | 905               |
| VIII        | 2019–2022     | Hisui        | Leggende: Arceus                           | Nintendo Switch              | 7                 | 96                      | 905               |
| IX          | 2022–in corso | Paldea       | Scarlatto e Violetto                       | Nintendo Switch              | 105               | 120                     | 1025              |
| IX          | 2022–in corso | Paldea       | Espansione La maschera turchese            | Nintendo Switch              | 7                 | 120                     | 1025              |
| IX          | 2022–in corso | Paldea       | Espansione Il disco indaco                 | Nintendo Switch              | 8                 | 120                     | 1025              |
| IX          | 2022–in corso | Kalos        | Leggende: Z-A                              | Nintendo Switch              | TBA               | 120                     | 1025              |

### Lista delle specie
| S | Pokémon iniziale (anche noto come primo compagno d'avventura) | Il primo Pokémon che un giocatore può ottenere nei giochi della serie principale. |
| F | Pokémon fossile                                               | Pokémon antichi ottenibili solo resuscitando fossili e le loro evoluzioni.        |
| B | Pokémon baby                                                  | Pokémon infantili ottenuti principalmente allevando le loro forme evolute.        |
| L | Pokémon leggendario                                           | Pokémon potenti associati alle leggende e alla mitologia del mondo dei Pokémon.   |
| M | Pokémon misterioso                                            | Pokémon ottenibili solo in rare circostanze, come eventi di distribuzione.        |
| U | Ultracreatura                                                 | Alcuni Pokémon provenienti da un'altra dimensione.                                |
| P | Pokémon paradosso                                             | Pokémon che assomigliano a parenti antichi o futuristici di un Pokémon moderno.   |

| I generazione            | I generazione            | II generazione           | II generazione           | III generazione          | III generazione          | IV generazione           | IV generazione           | V generazione | V generazione | VI generazione           | VI generazione           | VII generazione          | VII generazione          | VIII generazione         | VIII generazione         | IX generazione                                 | IX generazione                                 |
| Nº dex                   | Nome                     | Nº dex                   | Nome                     | Nº dex                   | Nome                     | Nº dex                   | Nome                     | Nº dex        | Nome          | Nº dex                   | Nome                     | Nº dex                   | Nome                     | Nº dex                   | Nome                     | Nº dex                                         | Nome                                           |
| ------------------------ | ------------------------ | ------------------------ | ------------------------ | ------------------------ | ------------------------ | ------------------------ | ------------------------ | ------------- | ------------- | ------------------------ | ------------------------ | ------------------------ | ------------------------ | ------------------------ | ------------------------ | ---------------------------------------------- | ---------------------------------------------- |
| 001                      | BulbasaurS               | 152                      | ChikoritaS               | 252                      | TreeckoS                 | 387                      | TurtwigS                 | 494           | VictiniM      | 650                      | ChespinS                 | 722                      | RowletS                  | 810                      | GrookeyS                 | 906                                            | SprigatitoS                                    |
| 002                      | Ivysaur                  | 153                      | Bayleef                  | 253                      | Grovyle                  | 388                      | Grotle                   | 495           | SnivyS        | 651                      | Quilladin                | 723                      | Dartrix                  | 811                      | Thwackey                 | 907                                            | Floragato                                      |
| 003                      | Venusaur                 | 154                      | Meganium                 | 254                      | Sceptile                 | 389                      | Torterra                 | 496           | Servine       | 652                      | Chesnaught               | 724                      | Decidueye                | 812                      | Rillaboom                | 908                                            | Meowscarada                                    |
| 004                      | CharmanderS              | 155                      | CyndaquilS               | 255                      | TorchicS                 | 390                      | ChimcharS                | 497           | Serperior     | 653                      | FennekinS                | 725                      | LittenS                  | 813                      | ScorbunnyS               | 909                                            | FuecocoS                                       |
| 005                      | Charmeleon               | 156                      | Quilava                  | 256                      | Combusken                | 391                      | Monferno                 | 498           | TepigS        | 654                      | Braixen                  | 726                      | Torracat                 | 814                      | Raboot                   | 910                                            | Crocalor                                       |
| 006                      | Charizard                | 157                      | Typhlosion               | 257                      | Blaziken                 | 392                      | Infernape                | 499           | Pignite       | 655                      | Delphox                  | 727                      | Incineroar               | 815                      | Cinderace                | 911                                            | Skeledirge                                     |
| 007                      | SquirtleS                | 158                      | TotodileS                | 258                      | MudkipS                  | 393                      | PiplupS                  | 500           | Emboar        | 656                      | FroakieS                 | 728                      | PopplioS                 | 816                      | SobbleS                  | 912                                            | QuaxlyS                                        |
| 008                      | Wartortle                | 159                      | Croconaw                 | 259                      | Marshtomp                | 394                      | Prinplup                 | 501           | OshawottS     | 657                      | Frogadier                | 729                      | Brionne                  | 817                      | Drizzile                 | 913                                            | Quaxwell                                       |
| 009                      | Blastoise                | 160                      | Feraligatr               | 260                      | Swampert                 | 395                      | Empoleon                 | 502           | Dewott        | 658                      | Greninja                 | 730                      | Primarina                | 818                      | Inteleon                 | 914                                            | Quaquaval                                      |
| 010                      | Caterpie                 | 161                      | Sentret                  | 261                      | Poochyena                | 396                      | Starly                   | 503           | Samurott      | 659                      | Bunnelby                 | 731                      | Pikipek                  | 819                      | Skwovet                  | 915                                            | Lechonk                                        |
| 011                      | Metapod                  | 162                      | Furret                   | 262                      | Mightyena                | 397                      | Staravia                 | 504           | Patrat        | 660                      | Diggersby                | 732                      | Trumbeak                 | 820                      | Greedent                 | 916                                            | Oinkologne                                     |
| 012                      | Butterfree               | 163                      | Hoothoot                 | 263                      | Zigzagoon                | 398                      | Staraptor                | 505           | Watchog       | 661                      | Fletchling               | 733                      | Toucannon                | 821                      | Rookidee                 | 917                                            | Tarountula                                     |
| 013                      | Weedle                   | 164                      | Noctowl                  | 264                      | Linoone                  | 399                      | Bidoof                   | 506           | Lillipup      | 662                      | Fletchinder              | 734                      | Yungoos                  | 822                      | Corvisquire              | 918                                            | Spidops                                        |
| 014                      | Kakuna                   | 165                      | Ledyba                   | 265                      | Wurmple                  | 400                      | Bibarel                  | 507           | Herdier       | 663                      | Talonflame               | 735                      | Gumshoos                 | 823                      | Corviknight              | 919                                            | Nymble                                         |
| 015                      | Beedrill                 | 166                      | Ledian                   | 266                      | Silcoon                  | 401                      | Kricketot                | 508           | Stoutland     | 664                      | Scatterbug               | 736                      | Grubbin                  | 824                      | Blipbug                  | 920                                            | Lokix                                          |
| 016                      | Pidgey                   | 167                      | Spinarak                 | 267                      | Beautifly                | 402                      | Kricketune               | 509           | Purrloin      | 665                      | Spewpa                   | 737                      | Charjabug                | 825                      | Dottler                  | 921                                            | Pawmi                                          |
| 017                      | Pidgeotto                | 168                      | Ariados                  | 268                      | Cascoon                  | 403                      | Shinx                    | 510           | Liepard       | 666                      | Vivillon                 | 738                      | Vikavolt                 | 826                      | Orbeetle                 | 922                                            | Pawmo                                          |
| 018                      | Pidgeot                  | 169                      | Crobat                   | 269                      | Dustox                   | 404                      | Luxio                    | 511           | Pansage       | 667                      | Litleo                   | 739                      | Crabrawler               | 827                      | Nickit                   | 923                                            | Pawmot                                         |
| 019                      | Rattata                  | 170                      | Chinchou                 | 270                      | Lotad                    | 405                      | Luxray                   | 512           | Simisage      | 668                      | Pyroar                   | 740                      | Crabominable             | 828                      | Thievul                  | 924                                            | Tandemaus                                      |
| 020                      | Raticate                 | 171                      | Lanturn                  | 271                      | Lombre                   | 406                      | BudewB                   | 513           | Pansear       | 669                      | Flabébé                  | 741                      | Oricorio                 | 829                      | Gossifleur               | 925                                            | Maushold                                       |
| 021                      | Spearow                  | 172                      | PichuB                   | 272                      | Ludicolo                 | 407                      | Roserade                 | 514           | Simisear      | 670                      | Floette                  | 742                      | Cutiefly                 | 830                      | Eldegoss                 | 926                                            | Fidough                                        |
| 022                      | Fearow                   | 173                      | CleffaB                  | 273                      | Seedot                   | 408                      | CranidosF                | 515           | Panpour       | 671                      | Florges                  | 743                      | Ribombee                 | 831                      | Wooloo                   | 927                                            | Dachsbun                                       |
| 023                      | Ekans                    | 174                      | IgglybuffB               | 274                      | Nuzleaf                  | 409                      | RampardosF               | 516           | Simipour      | 672                      | Skiddo                   | 744                      | Rockruff                 | 832                      | Dubwool                  | 928                                            | Smoliv                                         |
| 024                      | Arbok                    | 175                      | TogepiB                  | 275                      | Shiftry                  | 410                      | ShieldonF                | 517           | Munna         | 673                      | Gogoat                   | 745                      | Lycanroc                 | 833                      | Chewtle                  | 929                                            | Dolliv                                         |
| 025                      | Pikachu                  | 176                      | Togetic                  | 276                      | Taillow                  | 411                      | BastiodonF               | 518           | Musharna      | 674                      | Pancham                  | 746                      | Wishiwashi               | 834                      | Drednaw                  | 930                                            | Arboliva                                       |
| 026                      | Raichu                   | 177                      | Natu                     | 277                      | Swellow                  | 412                      | Burmy                    | 519           | Pidove        | 675                      | Pangoro                  | 747                      | Mareanie                 | 835                      | Yamper                   | 931                                            | Squawkabilly                                   |
| 027                      | Sandshrew                | 178                      | Xatu                     | 278                      | Wingull                  | 413                      | Wormadam                 | 520           | Tranquill     | 676                      | Furfrou                  | 748                      | Toxapex                  | 836                      | Boltund                  | 932                                            | Nacli                                          |
| 028                      | Sandslash                | 179                      | Mareep                   | 279                      | Pelipper                 | 414                      | Mothim                   | 521           | Unfezant      | 677                      | Espurr                   | 749                      | Mudbray                  | 837                      | Rolycoly                 | 933                                            | Naclstack                                      |
| 029                      | Nidoran♀                 | 180                      | Flaaffy                  | 280                      | Ralts                    | 415                      | Combee                   | 522           | Blitzle       | 678                      | Meowstic                 | 750                      | Mudsdale                 | 838                      | Carkol                   | 934                                            | Garganacl                                      |
| 030                      | Nidorina                 | 181                      | Ampharos                 | 281                      | Kirlia                   | 416                      | Vespiquen                | 523           | Zebstrika     | 679                      | Honedge                  | 751                      | Dewpider                 | 839                      | Coalossal                | 935                                            | Charcadet                                      |
| 031                      | Nidoqueen                | 182                      | Bellossom                | 282                      | Gardevoir                | 417                      | Pachirisu                | 524           | Roggenrola    | 680                      | Doublade                 | 752                      | Araquanid                | 840                      | Applin                   | 936                                            | Armarouge                                      |
| 032                      | Nidoran♂                 | 183                      | Marill                   | 283                      | Surskit                  | 418                      | Buizel                   | 525           | Boldore       | 681                      | Aegislash                | 753                      | Fomantis                 | 841                      | Flapple                  | 937                                            | Ceruledge                                      |
| 033                      | Nidorino                 | 184                      | Azumarill                | 284                      | Masquerain               | 419                      | Floatzel                 | 526           | Gigalith      | 682                      | Spritzee                 | 754                      | Lurantis                 | 842                      | Appletun                 | 938                                            | Tadbulb                                        |
| 034                      | Nidoking                 | 185                      | Sudowoodo                | 285                      | Shroomish                | 420                      | Cherubi                  | 527           | Woobat        | 683                      | Aromatisse               | 755                      | Morelull                 | 843                      | Silicobra                | 939                                            | Bellibolt                                      |
| 035                      | Clefairy                 | 186                      | Politoed                 | 286                      | Breloom                  | 421                      | Cherrim                  | 528           | Swoobat       | 684                      | Swirlix                  | 756                      | Shiinotic                | 844                      | Sandaconda               | 940                                            | Wattrel                                        |
| 036                      | Clefable                 | 187                      | Hoppip                   | 287                      | Slakoth                  | 422                      | Shellos                  | 529           | Drilbur       | 685                      | Slurpuff                 | 757                      | Salandit                 | 845                      | Cramorant                | 941                                            | Kilowattrel                                    |
| 037                      | Vulpix                   | 188                      | Skiploom                 | 288                      | Vigoroth                 | 423                      | Gastrodon                | 530           | Excadrill     | 686                      | Inkay                    | 758                      | Salazzle                 | 846                      | Arrokuda                 | 942                                            | Maschiff                                       |
| 038                      | Ninetales                | 189                      | Jumpluff                 | 289                      | Slaking                  | 424                      | Ambipom                  | 531           | Audino        | 687                      | Malamar                  | 759                      | Stufful                  | 847                      | Barraskewda              | 943                                            | Mabosstiff                                     |
| 039                      | Jigglypuff               | 190                      | Aipom                    | 290                      | Nincada                  | 425                      | Drifloon                 | 532           | Timburr       | 688                      | Binacle                  | 760                      | Bewear                   | 848                      | ToxelB                   | 944                                            | Shroodle                                       |
| 040                      | Wigglytuff               | 191                      | Sunkern                  | 291                      | Ninjask                  | 426                      | Drifblim                 | 533           | Gurdurr       | 689                      | Barbaracle               | 761                      | Bounsweet                | 849                      | Toxtricity               | 945                                            | Grafaiai                                       |
| 041                      | Zubat                    | 192                      | Sunflora                 | 292                      | Shedinja                 | 427                      | Buneary                  | 534           | Conkeldurr    | 690                      | Skrelp                   | 762                      | Steenee                  | 850                      | Sizzlipede               | 946                                            | Bramblin                                       |
| 042                      | Golbat                   | 193                      | Yanma                    | 293                      | Whismur                  | 428                      | Lopunny                  | 535           | Tympole       | 691                      | Dragalge                 | 763                      | Tsareena                 | 851                      | Centiskorch              | 947                                            | Brambleghast                                   |
| 043                      | Oddish                   | 194                      | Wooper                   | 294                      | Loudred                  | 429                      | Mismagius                | 536           | Palpitoad     | 692                      | Clauncher                | 764                      | Comfey                   | 852                      | Clobbopus                | 948                                            | Toedscool                                      |
| 044                      | Gloom                    | 195                      | Quagsire                 | 295                      | Exploud                  | 430                      | Honchkrow                | 537           | Seismitoad    | 693                      | Clawitzer                | 765                      | Oranguru                 | 853                      | Grapploct                | 949                                            | Toedscruel                                     |
| 045                      | Vileplume                | 196                      | Espeon                   | 296                      | Makuhita                 | 431                      | Glameow                  | 538           | Throh         | 694                      | Helioptile               | 766                      | Passimian                | 854                      | Sinistea                 | 950                                            | Klawf                                          |
| 046                      | Paras                    | 197                      | Umbreon                  | 297                      | Hariyama                 | 432                      | Purugly                  | 539           | Sawk          | 695                      | Heliolisk                | 767                      | Wimpod                   | 855                      | Polteageist              | 951                                            | Capsakid                                       |
| 047                      | Parasect                 | 198                      | Murkrow                  | 298                      | AzurillB                 | 433                      | ChinglingB               | 540           | Sewaddle      | 696                      | TyruntF                  | 768                      | Golisopod                | 856                      | Hatenna                  | 952                                            | Scovillain                                     |
| 048                      | Venonat                  | 199                      | Slowking                 | 299                      | Nosepass                 | 434                      | Stunky                   | 541           | Swadloon      | 697                      | TyrantrumF               | 769                      | Sandygast                | 857                      | Hattrem                  | 953                                            | Rellor                                         |
| 049                      | Venomoth                 | 200                      | Misdreavus               | 300                      | Skitty                   | 435                      | Skuntank                 | 542           | Leavanny      | 698                      | AmauraF                  | 770                      | Palossand                | 858                      | Hatterene                | 954                                            | Rabsca                                         |
| 050                      | Diglett                  | 201                      | Unown                    | 301                      | Delcatty                 | 436                      | Bronzor                  | 543           | Venipede      | 699                      | AurorusF                 | 771                      | Pyukumuku                | 859                      | Impidimp                 | 955                                            | Flittle                                        |
| 051                      | Dugtrio                  | 202                      | Wobbuffet                | 302                      | Sableye                  | 437                      | Bronzong                 | 544           | Whirlipede    | 700                      | Sylveon                  | 772                      | Tipo ZeroL               | 860                      | Morgrem                  | 956                                            | Espathra                                       |
| 052                      | Meowth                   | 203                      | Girafarig                | 303                      | Mawile                   | 438                      | BonslyB                  | 545           | Scolipede     | 701                      | Hawlucha                 | 773                      | SilvallyL                | 861                      | Grimmsnarl               | 957                                            | Tinkatink                                      |
| 053                      | Persian                  | 204                      | Pineco                   | 304                      | Aron                     | 439                      | Mime Jr.B                | 546           | Cottonee      | 702                      | Dedenne                  | 774                      | Minior                   | 862                      | Obstagoon                | 958                                            | Tinkatuff                                      |
| 054                      | Psyduck                  | 205                      | Forretress               | 305                      | Lairon                   | 440                      | HappinyB                 | 547           | Whimsicott    | 703                      | Carbink                  | 775                      | Komala                   | 863                      | Perrserker               | 959                                            | Tinkaton                                       |
| 055                      | Golduck                  | 206                      | Dunsparce                | 306                      | Aggron                   | 441                      | Chatot                   | 548           | Petilil       | 704                      | Goomy                    | 776                      | Turtonator               | 864                      | Cursola                  | 960                                            | Wiglett                                        |
| 056                      | Mankey                   | 207                      | Gligar                   | 307                      | Meditite                 | 442                      | Spiritomb                | 549           | Lilligant     | 705                      | Sliggoo                  | 777                      | Togedemaru               | 865                      | Sirfetch'd               | 961                                            | Wugtrio                                        |
| 057                      | Primeape                 | 208                      | Steelix                  | 308                      | Medicham                 | 443                      | Gible                    | 550           | Basculin      | 706                      | Goodra                   | 778                      | Mimikyu                  | 866                      | Mr. Rime                 | 962                                            | Bombirdier                                     |
| 058                      | Growlithe                | 209                      | Snubbull                 | 309                      | Electrike                | 444                      | Gabite                   | 551           | Sandile       | 707                      | Klefki                   | 779                      | Bruxish                  | 867                      | Runerigus                | 963                                            | Finizen                                        |
| 059                      | Arcanine                 | 210                      | Granbull                 | 310                      | Manectric                | 445                      | Garchomp                 | 552           | Krokorok      | 708                      | Phantump                 | 780                      | Drampa                   | 868                      | Milcery                  | 964                                            | Palafin                                        |
| 060                      | Poliwag                  | 211                      | Qwilfish                 | 311                      | Plusle                   | 446                      | MunchlaxB                | 553           | Krookodile    | 709                      | Trevenant                | 781                      | Dhelmise                 | 869                      | Alcremie                 | 965                                            | Varoom                                         |
| 061                      | Poliwhirl                | 212                      | Scizor                   | 312                      | Minun                    | 447                      | RioluB                   | 554           | Darumaka      | 710                      | Pumpkaboo                | 782                      | Jangmo-o                 | 870                      | Falinks                  | 966                                            | Revavroom                                      |
| 062                      | Poliwrath                | 213                      | Shuckle                  | 313                      | Volbeat                  | 448                      | Lucario                  | 555           | Darmanitan    | 711                      | Gourgeist                | 783                      | Hakamo-o                 | 871                      | Pincurchin               | 967                                            | Cyclizar                                       |
| 063                      | Abra                     | 214                      | Heracross                | 314                      | Illumise                 | 449                      | Hippopotas               | 556           | Maractus      | 712                      | Bergmite                 | 784                      | Kommo-o                  | 872                      | Snom                     | 968                                            | Orthworm                                       |
| 064                      | Kadabra                  | 215                      | Sneasel                  | 315                      | Roselia                  | 450                      | Hippowdon                | 557           | Dwebble       | 713                      | Avalugg                  | 785                      | Tapu KokoL               | 873                      | Frosmoth                 | 969                                            | Glimmet                                        |
| 065                      | Alakazam                 | 216                      | Teddiursa                | 316                      | Gulpin                   | 451                      | Skorupi                  | 558           | Crustle       | 714                      | Noibat                   | 786                      | Tapu LeleL               | 874                      | Stonjourner              | 970                                            | Glimmora                                       |
| 066                      | Machop                   | 217                      | Ursaring                 | 317                      | Swalot                   | 452                      | Drapion                  | 559           | Scraggy       | 715                      | Noivern                  | 787                      | Tapu BuluL               | 875                      | Eiscue                   | 971                                            | Greavard                                       |
| 067                      | Machoke                  | 218                      | Slugma                   | 318                      | Carvanha                 | 453                      | Croagunk                 | 560           | Scrafty       | 716                      | XerneasL                 | 788                      | Tapu FiniL               | 876                      | Indeedee                 | 972                                            | Houndstone                                     |
| 068                      | Machamp                  | 219                      | Magcargo                 | 319                      | Sharpedo                 | 454                      | Toxicroak                | 561           | Sigilyph      | 717                      | YveltalL                 | 789                      | CosmogL                  | 877                      | Morpeko                  | 973                                            | Flamigo                                        |
| 069                      | Bellsprout               | 220                      | Swinub                   | 320                      | Wailmer                  | 455                      | Carnivine                | 562           | Yamask        | 718                      | ZygardeL                 | 790                      | CosmoemL                 | 878                      | Cufant                   | 974                                            | Cetoddle                                       |
| 070                      | Weepinbell               | 221                      | Piloswine                | 321                      | Wailord                  | 456                      | Finneon                  | 563           | Cofagrigus    | 719                      | DiancieM                 | 791                      | SolgaleoL                | 879                      | Copperajah               | 975                                            | Cetitan                                        |
| 071                      | Victreebel               | 222                      | Corsola                  | 322                      | Numel                    | 457                      | Lumineon                 | 564           | TirtougaF     | 720                      | HoopaM                   | 792                      | LunalaL                  | 880                      | DracozoltF               | 976                                            | Veluza                                         |
| 072                      | Tentacool                | 223                      | Remoraid                 | 323                      | Camerupt                 | 458                      | MantykeB                 | 565           | CarracostaF   | 721                      | VolcanionM               | 793                      | NihilegoU                | 881                      | ArctozoltF               | 977                                            | Dondozo                                        |
| 073                      | Tentacruel               | 224                      | Octillery                | 324                      | Torkoal                  | 459                      | Snover                   | 566           | ArchenF       | Nessun ulteriore Pokémon | Nessun ulteriore Pokémon | 794                      | BuzzwoleU                | 882                      | DracovishF               | 978                                            | Tatsugiri                                      |
| 074                      | Geodude                  | 225                      | Delibird                 | 325                      | Spoink                   | 460                      | Abomasnow                | 567           | ArcheopsF     | Nessun ulteriore Pokémon | Nessun ulteriore Pokémon | 795                      | PheromosaU               | 883                      | ArctovishF               | 979                                            | Annihilape                                     |
| 075                      | Graveler                 | 226                      | Mantine                  | 326                      | Grumpig                  | 461                      | Weavile                  | 568           | Trubbish      | Nessun ulteriore Pokémon | Nessun ulteriore Pokémon | 796                      | XurkitreeU               | 884                      | Duraludon                | 980                                            | Clodsire                                       |
| 076                      | Golem                    | 227                      | Skarmory                 | 327                      | Spinda                   | 462                      | Magnezone                | 569           | Garbodor      | Nessun ulteriore Pokémon | Nessun ulteriore Pokémon | 797                      | CelesteelaU              | 885                      | Dreepy                   | 981                                            | Farigiraf                                      |
| 077                      | Ponyta                   | 228                      | Houndour                 | 328                      | Trapinch                 | 463                      | Lickilicky               | 570           | Zorua         | Nessun ulteriore Pokémon | Nessun ulteriore Pokémon | 798                      | KartanaU                 | 886                      | Drakloak                 | 982                                            | Dudunsparce                                    |
| 078                      | Rapidash                 | 229                      | Houndoom                 | 329                      | Vibrava                  | 464                      | Rhyperior                | 571           | Zoroark       | Nessun ulteriore Pokémon | Nessun ulteriore Pokémon | 799                      | GuzzlordU                | 887                      | Dragapult                | 983                                            | Kingambit                                      |
| 079                      | Slowpoke                 | 230                      | Kingdra                  | 330                      | Flygon                   | 465                      | Tangrowth                | 572           | Minccino      | Nessun ulteriore Pokémon | Nessun ulteriore Pokémon | 800                      | NecrozmaL                | 888                      | ZacianL                  | 984                                            | GrandizanneP                                   |
| 080                      | Slowbro                  | 231                      | Phanpy                   | 331                      | Cacnea                   | 466                      | Electivire               | 573           | Cinccino      | Nessun ulteriore Pokémon | Nessun ulteriore Pokémon | 801                      | MagearnaM                | 889                      | ZamazentaL               | 985                                            | CodaurlanteP                                   |
| 081                      | Magnemite                | 232                      | Donphan                  | 332                      | Cacturne                 | 467                      | Magmortar                | 574           | Gothita       | Nessun ulteriore Pokémon | Nessun ulteriore Pokémon | 802                      | MarshadowM               | 890                      | EternatusL               | 986                                            | FungofuriosoP                                  |
| 082                      | Magneton                 | 233                      | Porygon2                 | 333                      | Swablu                   | 468                      | Togekiss                 | 575           | Gothorita     | Nessun ulteriore Pokémon | Nessun ulteriore Pokémon | 803                      | PoipoleU                 | 891                      | KubfuL                   | 987                                            | CrinealatoP                                    |
| 083                      | Farfetch'd               | 234                      | Stantler                 | 334                      | Altaria                  | 469                      | Yanmega                  | 576           | Gothitelle    | Nessun ulteriore Pokémon | Nessun ulteriore Pokémon | 804                      | NaganadelU               | 892                      | UrshifuL                 | 988                                            | AlirasentiP                                    |
| 084                      | Doduo                    | 235                      | Smeargle                 | 335                      | Zangoose                 | 470                      | Leafeon                  | 577           | Solosis       | Nessun ulteriore Pokémon | Nessun ulteriore Pokémon | 805                      | StakatakaU               | 893                      | ZarudeM                  | 989                                            | PeldisabbiaP                                   |
| 085                      | Dodrio                   | 236                      | TyrogueB                 | 336                      | Seviper                  | 471                      | Glaceon                  | 578           | Duosion       | Nessun ulteriore Pokémon | Nessun ulteriore Pokémon | 806                      | BlacephalonU             | 894                      | RegielekiL               | 990                                            | SolcoferreoP                                   |
| 086                      | Seel                     | 237                      | Hitmontop                | 337                      | Lunatone                 | 472                      | Gliscor                  | 579           | Reuniclus     | Nessun ulteriore Pokémon | Nessun ulteriore Pokémon | 807                      | ZeraoraM                 | 895                      | RegidragoL               | 991                                            | SaccoferreoP                                   |
| 087                      | Dewgong                  | 238                      | SmoochumB                | 338                      | Solrock                  | 473                      | Mamoswine                | 580           | Ducklett      | Nessun ulteriore Pokémon | Nessun ulteriore Pokémon | 808                      | MeltanM                  | 896                      | GlastrierL               | 992                                            | ManoferreaP                                    |
| 088                      | Grimer                   | 239                      | ElekidB                  | 339                      | Barboach                 | 474                      | Porygon-Z                | 581           | Swanna        | Nessun ulteriore Pokémon | Nessun ulteriore Pokémon | 809                      | MelmetalM                | 897                      | SpectrierL               | 993                                            | ColloferreoP                                   |
| 089                      | Muk                      | 240                      | MagbyB                   | 340                      | Whiscash                 | 475                      | Gallade                  | 582           | Vanillite     | Nessun ulteriore Pokémon | Nessun ulteriore Pokémon | Nessun ulteriore Pokémon | Nessun ulteriore Pokémon | 898                      | CalyrexL                 | 994                                            | FalenaferreaP                                  |
| 090                      | Shellder                 | 241                      | Miltank                  | 341                      | Corphish                 | 476                      | Probopass                | 583           | Vanillish     | Nessun ulteriore Pokémon | Nessun ulteriore Pokémon | Nessun ulteriore Pokémon | Nessun ulteriore Pokémon | 899                      | Wyrdeer                  | 995                                            | SpineferreeP                                   |
| 091                      | Cloyster                 | 242                      | Blissey                  | 342                      | Crawdaunt                | 477                      | Dusknoir                 | 584           | Vanilluxe     | Nessun ulteriore Pokémon | Nessun ulteriore Pokémon | Nessun ulteriore Pokémon | Nessun ulteriore Pokémon | 900                      | Kleavor                  | 996                                            | Frigibax                                       |
| 092                      | Gastly                   | 243                      | RaikouL                  | 343                      | Baltoy                   | 478                      | Froslass                 | 585           | Deerling      | Nessun ulteriore Pokémon | Nessun ulteriore Pokémon | Nessun ulteriore Pokémon | Nessun ulteriore Pokémon | 901                      | Ursaluna                 | 997                                            | Arctibax                                       |
| 093                      | Haunter                  | 244                      | EnteiL                   | 344                      | Claydol                  | 479                      | Rotom                    | 586           | Sawsbuck      | Nessun ulteriore Pokémon | Nessun ulteriore Pokémon | Nessun ulteriore Pokémon | Nessun ulteriore Pokémon | 902                      | Basculegion              | 998                                            | Baxcalibur                                     |
| 094                      | Gengar                   | 245                      | SuicuneL                 | 345                      | LileepF                  | 480                      | UxieL                    | 587           | Emolga        | Nessun ulteriore Pokémon | Nessun ulteriore Pokémon | Nessun ulteriore Pokémon | Nessun ulteriore Pokémon | 903                      | Sneasler                 | 999                                            | Gimmighoul                                     |
| 095                      | Onix                     | 246                      | Larvitar                 | 346                      | CradilyF                 | 481                      | MespritL                 | 588           | Karrablast    | Nessun ulteriore Pokémon | Nessun ulteriore Pokémon | Nessun ulteriore Pokémon | Nessun ulteriore Pokémon | 904                      | Overqwil                 | 1000                                           | Gholdengo                                      |
| 096                      | Drowzee                  | 247                      | Pupitar                  | 347                      | AnorithF                 | 482                      | AzelfL                   | 589           | Escavalier    | Nessun ulteriore Pokémon | Nessun ulteriore Pokémon | Nessun ulteriore Pokémon | Nessun ulteriore Pokémon | 905                      | EnamorusL                | 1001                                           | Wo-ChienL                                      |
| 097                      | Hypno                    | 248                      | Tyranitar                | 348                      | ArmaldoF                 | 483                      | DialgaL                  | 590           | Foongus       | Nessun ulteriore Pokémon | Nessun ulteriore Pokémon | Nessun ulteriore Pokémon | Nessun ulteriore Pokémon | Nessun ulteriore Pokémon | Nessun ulteriore Pokémon | 1002                                           | Chien-PaoL                                     |
| 098                      | Krabby                   | 249                      | LugiaL                   | 349                      | Feebas                   | 484                      | PalkiaL                  | 591           | Amoonguss     | Nessun ulteriore Pokémon | Nessun ulteriore Pokémon | Nessun ulteriore Pokémon | Nessun ulteriore Pokémon | Nessun ulteriore Pokémon | Nessun ulteriore Pokémon | 1003                                           | Ting-LuL                                       |
| 099                      | Kingler                  | 250                      | Ho-ohL                   | 350                      | Milotic                  | 485                      | HeatranL                 | 592           | Frillish      | Nessun ulteriore Pokémon | Nessun ulteriore Pokémon | Nessun ulteriore Pokémon | Nessun ulteriore Pokémon | Nessun ulteriore Pokémon | Nessun ulteriore Pokémon | 1004                                           | Chi-YuL                                        |
| 100                      | Voltorb                  | 251                      | CelebiM                  | 351                      | Castform                 | 486                      | RegigigasL               | 593           | Jellicent     | Nessun ulteriore Pokémon | Nessun ulteriore Pokémon | Nessun ulteriore Pokémon | Nessun ulteriore Pokémon | Nessun ulteriore Pokémon | Nessun ulteriore Pokémon | 1005                                           | LunaruggenteP                                  |
| 101                      | Electrode                | Nessun ulteriore Pokémon | Nessun ulteriore Pokémon | 352                      | Kecleon                  | 487                      | GiratinaL                | 594           | Alomomola     | Nessun ulteriore Pokémon | Nessun ulteriore Pokémon | Nessun ulteriore Pokémon | Nessun ulteriore Pokémon | Nessun ulteriore Pokémon | Nessun ulteriore Pokémon | 1006                                           | EroeferreoP                                    |
| 102                      | Exeggcute                | Nessun ulteriore Pokémon | Nessun ulteriore Pokémon | 353                      | Shuppet                  | 488                      | CresseliaL               | 595           | Joltik        | Nessun ulteriore Pokémon | Nessun ulteriore Pokémon | Nessun ulteriore Pokémon | Nessun ulteriore Pokémon | Nessun ulteriore Pokémon | Nessun ulteriore Pokémon | 1007                                           | KoraidonLP                                     |
| 103                      | Exeggutor                | Nessun ulteriore Pokémon | Nessun ulteriore Pokémon | 354                      | Banette                  | 489                      | PhioneM                  | 596           | Galvantula    | Nessun ulteriore Pokémon | Nessun ulteriore Pokémon | Nessun ulteriore Pokémon | Nessun ulteriore Pokémon | Nessun ulteriore Pokémon | Nessun ulteriore Pokémon | 1008                                           | MiraidonLP                                     |
| 104                      | Cubone                   | Nessun ulteriore Pokémon | Nessun ulteriore Pokémon | 355                      | Duskull                  | 490                      | ManaphyM                 | 597           | Ferroseed     | Nessun ulteriore Pokémon | Nessun ulteriore Pokémon | Nessun ulteriore Pokémon | Nessun ulteriore Pokémon | Nessun ulteriore Pokémon | Nessun ulteriore Pokémon | 1009                                           | AcquecrespeP                                   |
| 105                      | Marowak                  | Nessun ulteriore Pokémon | Nessun ulteriore Pokémon | 356                      | Dusclops                 | 491                      | Darkrai M                | 598           | Ferrothorn    | Nessun ulteriore Pokémon | Nessun ulteriore Pokémon | Nessun ulteriore Pokémon | Nessun ulteriore Pokémon | Nessun ulteriore Pokémon | Nessun ulteriore Pokémon | 1010                                           | FogliaferreaP                                  |
| 106                      | Hitmonlee                | Nessun ulteriore Pokémon | Nessun ulteriore Pokémon | 357                      | Tropius                  | 492                      | ShayminM                 | 599           | Klink         | Nessun ulteriore Pokémon | Nessun ulteriore Pokémon | Nessun ulteriore Pokémon | Nessun ulteriore Pokémon | Nessun ulteriore Pokémon | Nessun ulteriore Pokémon | 1011                                           | Dipplin                                        |
| 107                      | Hitmonchan               | Nessun ulteriore Pokémon | Nessun ulteriore Pokémon | 358                      | Chimecho                 | 493                      | ArceusM                  | 600           | Klang         | Nessun ulteriore Pokémon | Nessun ulteriore Pokémon | Nessun ulteriore Pokémon | Nessun ulteriore Pokémon | Nessun ulteriore Pokémon | Nessun ulteriore Pokémon | 1012                                           | Poltchageist                                   |
| 108                      | Lickitung                | Nessun ulteriore Pokémon | Nessun ulteriore Pokémon | 359                      | Absol                    | Nessun ulteriore Pokémon | Nessun ulteriore Pokémon | 601           | Klinklang     | Nessun ulteriore Pokémon | Nessun ulteriore Pokémon | Nessun ulteriore Pokémon | Nessun ulteriore Pokémon | Nessun ulteriore Pokémon | Nessun ulteriore Pokémon | 1013                                           | Sinistcha                                      |
| 109                      | Koffing                  | Nessun ulteriore Pokémon | Nessun ulteriore Pokémon | 360                      | WynautB                  | Nessun ulteriore Pokémon | Nessun ulteriore Pokémon | 602           | Tynamo        | Nessun ulteriore Pokémon | Nessun ulteriore Pokémon | Nessun ulteriore Pokémon | Nessun ulteriore Pokémon | Nessun ulteriore Pokémon | Nessun ulteriore Pokémon | 1014                                           | OkidogiL                                       |
| 110                      | Weezing                  | Nessun ulteriore Pokémon | Nessun ulteriore Pokémon | 361                      | Snorunt                  | Nessun ulteriore Pokémon | Nessun ulteriore Pokémon | 603           | Eelektrik     | Nessun ulteriore Pokémon | Nessun ulteriore Pokémon | Nessun ulteriore Pokémon | Nessun ulteriore Pokémon | Nessun ulteriore Pokémon | Nessun ulteriore Pokémon | 1015                                           | MunkidoriL                                     |
| 111                      | Rhyhorn                  | Nessun ulteriore Pokémon | Nessun ulteriore Pokémon | 362                      | Glalie                   | Nessun ulteriore Pokémon | Nessun ulteriore Pokémon | 604           | Eelektross    | Nessun ulteriore Pokémon | Nessun ulteriore Pokémon | Nessun ulteriore Pokémon | Nessun ulteriore Pokémon | Nessun ulteriore Pokémon | Nessun ulteriore Pokémon | 1016                                           | FezandipitiL                                   |
| 112                      | Rhydon                   | Nessun ulteriore Pokémon | Nessun ulteriore Pokémon | 363                      | Spheal                   | Nessun ulteriore Pokémon | Nessun ulteriore Pokémon | 605           | Elgyem        | Nessun ulteriore Pokémon | Nessun ulteriore Pokémon | Nessun ulteriore Pokémon | Nessun ulteriore Pokémon | Nessun ulteriore Pokémon | Nessun ulteriore Pokémon | 1017                                           | OgerponL                                       |
| 113                      | Chansey                  | Nessun ulteriore Pokémon | Nessun ulteriore Pokémon | 364                      | Sealeo                   | Nessun ulteriore Pokémon | Nessun ulteriore Pokémon | 606           | Beheeyem      | Nessun ulteriore Pokémon | Nessun ulteriore Pokémon | Nessun ulteriore Pokémon | Nessun ulteriore Pokémon | Nessun ulteriore Pokémon | Nessun ulteriore Pokémon | 1018                                           | Archaludon                                     |
| 114                      | Tangela                  | Nessun ulteriore Pokémon | Nessun ulteriore Pokémon | 365                      | Walrein                  | Nessun ulteriore Pokémon | Nessun ulteriore Pokémon | 607           | Litwick       | Nessun ulteriore Pokémon | Nessun ulteriore Pokémon | Nessun ulteriore Pokémon | Nessun ulteriore Pokémon | Nessun ulteriore Pokémon | Nessun ulteriore Pokémon | 1019                                           | Hydrapple                                      |
| 115                      | Kangaskhan               | Nessun ulteriore Pokémon | Nessun ulteriore Pokémon | 366                      | Clamperl                 | Nessun ulteriore Pokémon | Nessun ulteriore Pokémon | 608           | Lampent       | Nessun ulteriore Pokémon | Nessun ulteriore Pokémon | Nessun ulteriore Pokémon | Nessun ulteriore Pokémon | Nessun ulteriore Pokémon | Nessun ulteriore Pokémon | 1020                                           | VampeaguzzeP                                   |
| 116                      | Horsea                   | Nessun ulteriore Pokémon | Nessun ulteriore Pokémon | 367                      | Huntail                  | Nessun ulteriore Pokémon | Nessun ulteriore Pokémon | 609           | Chandelure    | Nessun ulteriore Pokémon | Nessun ulteriore Pokémon | Nessun ulteriore Pokémon | Nessun ulteriore Pokémon | Nessun ulteriore Pokémon | Nessun ulteriore Pokémon | 1021                                           | FuriatonanteP                                  |
| 117                      | Seadra                   | Nessun ulteriore Pokémon | Nessun ulteriore Pokémon | 368                      | Gorebyss                 | Nessun ulteriore Pokémon | Nessun ulteriore Pokémon | 610           | Axew          | Nessun ulteriore Pokémon | Nessun ulteriore Pokémon | Nessun ulteriore Pokémon | Nessun ulteriore Pokémon | Nessun ulteriore Pokémon | Nessun ulteriore Pokémon | 1022                                           | MassoferreoP                                   |
| 118                      | Goldeen                  | Nessun ulteriore Pokémon | Nessun ulteriore Pokémon | 369                      | Relicanth                | Nessun ulteriore Pokémon | Nessun ulteriore Pokémon | 611           | Fraxure       | Nessun ulteriore Pokémon | Nessun ulteriore Pokémon | Nessun ulteriore Pokémon | Nessun ulteriore Pokémon | Nessun ulteriore Pokémon | Nessun ulteriore Pokémon | 1023                                           | CapoferreoP                                    |
| 119                      | Seaking                  | Nessun ulteriore Pokémon | Nessun ulteriore Pokémon | 370                      | Luvdisc                  | Nessun ulteriore Pokémon | Nessun ulteriore Pokémon | 612           | Haxorus       | Nessun ulteriore Pokémon | Nessun ulteriore Pokémon | Nessun ulteriore Pokémon | Nessun ulteriore Pokémon | Nessun ulteriore Pokémon | Nessun ulteriore Pokémon | 1024                                           | TerapagosL                                     |
| 120                      | Staryu                   | Nessun ulteriore Pokémon | Nessun ulteriore Pokémon | 371                      | Bagon                    | Nessun ulteriore Pokémon | Nessun ulteriore Pokémon | 613           | Cubchoo       | Nessun ulteriore Pokémon | Nessun ulteriore Pokémon | Nessun ulteriore Pokémon | Nessun ulteriore Pokémon | Nessun ulteriore Pokémon | Nessun ulteriore Pokémon | 1025                                           | PecharuntM                                     |
| 121                      | Starmie                  | Nessun ulteriore Pokémon | Nessun ulteriore Pokémon | 372                      | Shelgon                  | Nessun ulteriore Pokémon | Nessun ulteriore Pokémon | 614           | Beartic       | Nessun ulteriore Pokémon | Nessun ulteriore Pokémon | Nessun ulteriore Pokémon | Nessun ulteriore Pokémon | Nessun ulteriore Pokémon | Nessun ulteriore Pokémon | Nessun ulteriore Pokémon (al 14 dicembre 2023) | Nessun ulteriore Pokémon (al 14 dicembre 2023) |
| 122                      | Mr. Mime                 | Nessun ulteriore Pokémon | Nessun ulteriore Pokémon | 373                      | Salamence                | Nessun ulteriore Pokémon | Nessun ulteriore Pokémon | 615           | Cryogonal     | Nessun ulteriore Pokémon | Nessun ulteriore Pokémon | Nessun ulteriore Pokémon | Nessun ulteriore Pokémon | Nessun ulteriore Pokémon | Nessun ulteriore Pokémon | Nessun ulteriore Pokémon (al 14 dicembre 2023) | Nessun ulteriore Pokémon (al 14 dicembre 2023) |
| 123                      | Scyther                  | Nessun ulteriore Pokémon | Nessun ulteriore Pokémon | 374                      | Beldum                   | Nessun ulteriore Pokémon | Nessun ulteriore Pokémon | 616           | Shelmet       | Nessun ulteriore Pokémon | Nessun ulteriore Pokémon | Nessun ulteriore Pokémon | Nessun ulteriore Pokémon | Nessun ulteriore Pokémon | Nessun ulteriore Pokémon | Nessun ulteriore Pokémon (al 14 dicembre 2023) | Nessun ulteriore Pokémon (al 14 dicembre 2023) |
| 124                      | Jynx                     | Nessun ulteriore Pokémon | Nessun ulteriore Pokémon | 375                      | Metang                   | Nessun ulteriore Pokémon | Nessun ulteriore Pokémon | 617           | Accelgor      | Nessun ulteriore Pokémon | Nessun ulteriore Pokémon | Nessun ulteriore Pokémon | Nessun ulteriore Pokémon | Nessun ulteriore Pokémon | Nessun ulteriore Pokémon | Nessun ulteriore Pokémon (al 14 dicembre 2023) | Nessun ulteriore Pokémon (al 14 dicembre 2023) |
| 125                      | Electabuzz               | Nessun ulteriore Pokémon | Nessun ulteriore Pokémon | 376                      | Metagross                | Nessun ulteriore Pokémon | Nessun ulteriore Pokémon | 618           | Stunfisk      | Nessun ulteriore Pokémon | Nessun ulteriore Pokémon | Nessun ulteriore Pokémon | Nessun ulteriore Pokémon | Nessun ulteriore Pokémon | Nessun ulteriore Pokémon | Nessun ulteriore Pokémon (al 14 dicembre 2023) | Nessun ulteriore Pokémon (al 14 dicembre 2023) |
| 126                      | Magmar                   | Nessun ulteriore Pokémon | Nessun ulteriore Pokémon | 377                      | RegirockL                | Nessun ulteriore Pokémon | Nessun ulteriore Pokémon | 619           | Mienfoo       | Nessun ulteriore Pokémon | Nessun ulteriore Pokémon | Nessun ulteriore Pokémon | Nessun ulteriore Pokémon | Nessun ulteriore Pokémon | Nessun ulteriore Pokémon | Nessun ulteriore Pokémon (al 14 dicembre 2023) | Nessun ulteriore Pokémon (al 14 dicembre 2023) |
| 127                      | Pinsir                   | Nessun ulteriore Pokémon | Nessun ulteriore Pokémon | 378                      | RegiceL                  | Nessun ulteriore Pokémon | Nessun ulteriore Pokémon | 620           | Mienshao      | Nessun ulteriore Pokémon | Nessun ulteriore Pokémon | Nessun ulteriore Pokémon | Nessun ulteriore Pokémon | Nessun ulteriore Pokémon | Nessun ulteriore Pokémon | Nessun ulteriore Pokémon (al 14 dicembre 2023) | Nessun ulteriore Pokémon (al 14 dicembre 2023) |
| 128                      | Tauros                   | Nessun ulteriore Pokémon | Nessun ulteriore Pokémon | 379                      | RegisteelL               | Nessun ulteriore Pokémon | Nessun ulteriore Pokémon | 621           | Druddigon     | Nessun ulteriore Pokémon | Nessun ulteriore Pokémon | Nessun ulteriore Pokémon | Nessun ulteriore Pokémon | Nessun ulteriore Pokémon | Nessun ulteriore Pokémon | Nessun ulteriore Pokémon (al 14 dicembre 2023) | Nessun ulteriore Pokémon (al 14 dicembre 2023) |
| 129                      | Magikarp                 | Nessun ulteriore Pokémon | Nessun ulteriore Pokémon | 380                      | LatiasL                  | Nessun ulteriore Pokémon | Nessun ulteriore Pokémon | 622           | Golett        | Nessun ulteriore Pokémon | Nessun ulteriore Pokémon | Nessun ulteriore Pokémon | Nessun ulteriore Pokémon | Nessun ulteriore Pokémon | Nessun ulteriore Pokémon | Nessun ulteriore Pokémon (al 14 dicembre 2023) | Nessun ulteriore Pokémon (al 14 dicembre 2023) |
| 130                      | Gyarados                 | Nessun ulteriore Pokémon | Nessun ulteriore Pokémon | 381                      | LatiosL                  | Nessun ulteriore Pokémon | Nessun ulteriore Pokémon | 623           | Golurk        | Nessun ulteriore Pokémon | Nessun ulteriore Pokémon | Nessun ulteriore Pokémon | Nessun ulteriore Pokémon | Nessun ulteriore Pokémon | Nessun ulteriore Pokémon | Nessun ulteriore Pokémon (al 14 dicembre 2023) | Nessun ulteriore Pokémon (al 14 dicembre 2023) |
| 131                      | Lapras                   | Nessun ulteriore Pokémon | Nessun ulteriore Pokémon | 382                      | KyogreL                  | Nessun ulteriore Pokémon | Nessun ulteriore Pokémon | 624           | Pawniard      | Nessun ulteriore Pokémon | Nessun ulteriore Pokémon | Nessun ulteriore Pokémon | Nessun ulteriore Pokémon | Nessun ulteriore Pokémon | Nessun ulteriore Pokémon | Nessun ulteriore Pokémon (al 14 dicembre 2023) | Nessun ulteriore Pokémon (al 14 dicembre 2023) |
| 132                      | Ditto                    | Nessun ulteriore Pokémon | Nessun ulteriore Pokémon | 383                      | GroudonL                 | Nessun ulteriore Pokémon | Nessun ulteriore Pokémon | 625           | Bisharp       | Nessun ulteriore Pokémon | Nessun ulteriore Pokémon | Nessun ulteriore Pokémon | Nessun ulteriore Pokémon | Nessun ulteriore Pokémon | Nessun ulteriore Pokémon | Nessun ulteriore Pokémon (al 14 dicembre 2023) | Nessun ulteriore Pokémon (al 14 dicembre 2023) |
| 133                      | Eevee                    | Nessun ulteriore Pokémon | Nessun ulteriore Pokémon | 384                      | RayquazaL                | Nessun ulteriore Pokémon | Nessun ulteriore Pokémon | 626           | Bouffalant    | Nessun ulteriore Pokémon | Nessun ulteriore Pokémon | Nessun ulteriore Pokémon | Nessun ulteriore Pokémon | Nessun ulteriore Pokémon | Nessun ulteriore Pokémon | Nessun ulteriore Pokémon (al 14 dicembre 2023) | Nessun ulteriore Pokémon (al 14 dicembre 2023) |
| 134                      | Vaporeon                 | Nessun ulteriore Pokémon | Nessun ulteriore Pokémon | 385                      | JirachiM                 | Nessun ulteriore Pokémon | Nessun ulteriore Pokémon | 627           | Rufflet       | Nessun ulteriore Pokémon | Nessun ulteriore Pokémon | Nessun ulteriore Pokémon | Nessun ulteriore Pokémon | Nessun ulteriore Pokémon | Nessun ulteriore Pokémon | Nessun ulteriore Pokémon (al 14 dicembre 2023) | Nessun ulteriore Pokémon (al 14 dicembre 2023) |
| 135                      | Jolteon                  | Nessun ulteriore Pokémon | Nessun ulteriore Pokémon | 386                      | DeoxysM                  | Nessun ulteriore Pokémon | Nessun ulteriore Pokémon | 628           | Braviary      | Nessun ulteriore Pokémon | Nessun ulteriore Pokémon | Nessun ulteriore Pokémon | Nessun ulteriore Pokémon | Nessun ulteriore Pokémon | Nessun ulteriore Pokémon | Nessun ulteriore Pokémon (al 14 dicembre 2023) | Nessun ulteriore Pokémon (al 14 dicembre 2023) |
| 136                      | Flareon                  | Nessun ulteriore Pokémon | Nessun ulteriore Pokémon | Nessun ulteriore Pokémon | Nessun ulteriore Pokémon | Nessun ulteriore Pokémon | Nessun ulteriore Pokémon | 629           | Vullaby       | Nessun ulteriore Pokémon | Nessun ulteriore Pokémon | Nessun ulteriore Pokémon | Nessun ulteriore Pokémon | Nessun ulteriore Pokémon | Nessun ulteriore Pokémon | Nessun ulteriore Pokémon (al 14 dicembre 2023) | Nessun ulteriore Pokémon (al 14 dicembre 2023) |
| 137                      | Porygon                  | Nessun ulteriore Pokémon | Nessun ulteriore Pokémon | Nessun ulteriore Pokémon | Nessun ulteriore Pokémon | Nessun ulteriore Pokémon | Nessun ulteriore Pokémon | 630           | Mandibuzz     | Nessun ulteriore Pokémon | Nessun ulteriore Pokémon | Nessun ulteriore Pokémon | Nessun ulteriore Pokémon | Nessun ulteriore Pokémon | Nessun ulteriore Pokémon | Nessun ulteriore Pokémon (al 14 dicembre 2023) | Nessun ulteriore Pokémon (al 14 dicembre 2023) |
| 138                      | OmanyteF                 | Nessun ulteriore Pokémon | Nessun ulteriore Pokémon | Nessun ulteriore Pokémon | Nessun ulteriore Pokémon | Nessun ulteriore Pokémon | Nessun ulteriore Pokémon | 631           | Heatmor       | Nessun ulteriore Pokémon | Nessun ulteriore Pokémon | Nessun ulteriore Pokémon | Nessun ulteriore Pokémon | Nessun ulteriore Pokémon | Nessun ulteriore Pokémon | Nessun ulteriore Pokémon (al 14 dicembre 2023) | Nessun ulteriore Pokémon (al 14 dicembre 2023) |
| 139                      | OmastarF                 | Nessun ulteriore Pokémon | Nessun ulteriore Pokémon | Nessun ulteriore Pokémon | Nessun ulteriore Pokémon | Nessun ulteriore Pokémon | Nessun ulteriore Pokémon | 632           | Durant        | Nessun ulteriore Pokémon | Nessun ulteriore Pokémon | Nessun ulteriore Pokémon | Nessun ulteriore Pokémon | Nessun ulteriore Pokémon | Nessun ulteriore Pokémon | Nessun ulteriore Pokémon (al 14 dicembre 2023) | Nessun ulteriore Pokémon (al 14 dicembre 2023) |
| 140                      | KabutoF                  | Nessun ulteriore Pokémon | Nessun ulteriore Pokémon | Nessun ulteriore Pokémon | Nessun ulteriore Pokémon | Nessun ulteriore Pokémon | Nessun ulteriore Pokémon | 633           | Deino         | Nessun ulteriore Pokémon | Nessun ulteriore Pokémon | Nessun ulteriore Pokémon | Nessun ulteriore Pokémon | Nessun ulteriore Pokémon | Nessun ulteriore Pokémon | Nessun ulteriore Pokémon (al 14 dicembre 2023) | Nessun ulteriore Pokémon (al 14 dicembre 2023) |
| 141                      | KabutopsF                | Nessun ulteriore Pokémon | Nessun ulteriore Pokémon | Nessun ulteriore Pokémon | Nessun ulteriore Pokémon | Nessun ulteriore Pokémon | Nessun ulteriore Pokémon | 634           | Zweilous      | Nessun ulteriore Pokémon | Nessun ulteriore Pokémon | Nessun ulteriore Pokémon | Nessun ulteriore Pokémon | Nessun ulteriore Pokémon | Nessun ulteriore Pokémon | Nessun ulteriore Pokémon (al 14 dicembre 2023) | Nessun ulteriore Pokémon (al 14 dicembre 2023) |
| 142                      | AerodactylF              | Nessun ulteriore Pokémon | Nessun ulteriore Pokémon | Nessun ulteriore Pokémon | Nessun ulteriore Pokémon | Nessun ulteriore Pokémon | Nessun ulteriore Pokémon | 635           | Hydreigon     | Nessun ulteriore Pokémon | Nessun ulteriore Pokémon | Nessun ulteriore Pokémon | Nessun ulteriore Pokémon | Nessun ulteriore Pokémon | Nessun ulteriore Pokémon | Nessun ulteriore Pokémon (al 14 dicembre 2023) | Nessun ulteriore Pokémon (al 14 dicembre 2023) |
| 143                      | Snorlax                  | Nessun ulteriore Pokémon | Nessun ulteriore Pokémon | Nessun ulteriore Pokémon | Nessun ulteriore Pokémon | Nessun ulteriore Pokémon | Nessun ulteriore Pokémon | 636           | Larvesta      | Nessun ulteriore Pokémon | Nessun ulteriore Pokémon | Nessun ulteriore Pokémon | Nessun ulteriore Pokémon | Nessun ulteriore Pokémon | Nessun ulteriore Pokémon | Nessun ulteriore Pokémon (al 14 dicembre 2023) | Nessun ulteriore Pokémon (al 14 dicembre 2023) |
| 144                      | ArticunoL                | Nessun ulteriore Pokémon | Nessun ulteriore Pokémon | Nessun ulteriore Pokémon | Nessun ulteriore Pokémon | Nessun ulteriore Pokémon | Nessun ulteriore Pokémon | 637           | Volcarona     | Nessun ulteriore Pokémon | Nessun ulteriore Pokémon | Nessun ulteriore Pokémon | Nessun ulteriore Pokémon | Nessun ulteriore Pokémon | Nessun ulteriore Pokémon | Nessun ulteriore Pokémon (al 14 dicembre 2023) | Nessun ulteriore Pokémon (al 14 dicembre 2023) |
| 145                      | ZapdosL                  | Nessun ulteriore Pokémon | Nessun ulteriore Pokémon | Nessun ulteriore Pokémon | Nessun ulteriore Pokémon | Nessun ulteriore Pokémon | Nessun ulteriore Pokémon | 638           | CobalionL     | Nessun ulteriore Pokémon | Nessun ulteriore Pokémon | Nessun ulteriore Pokémon | Nessun ulteriore Pokémon | Nessun ulteriore Pokémon | Nessun ulteriore Pokémon | Nessun ulteriore Pokémon (al 14 dicembre 2023) | Nessun ulteriore Pokémon (al 14 dicembre 2023) |
| 146                      | MoltresL                 | Nessun ulteriore Pokémon | Nessun ulteriore Pokémon | Nessun ulteriore Pokémon | Nessun ulteriore Pokémon | Nessun ulteriore Pokémon | Nessun ulteriore Pokémon | 639           | TerrakionL    | Nessun ulteriore Pokémon | Nessun ulteriore Pokémon | Nessun ulteriore Pokémon | Nessun ulteriore Pokémon | Nessun ulteriore Pokémon | Nessun ulteriore Pokémon | Nessun ulteriore Pokémon (al 14 dicembre 2023) | Nessun ulteriore Pokémon (al 14 dicembre 2023) |
| 147                      | Dratini                  | Nessun ulteriore Pokémon | Nessun ulteriore Pokémon | Nessun ulteriore Pokémon | Nessun ulteriore Pokémon | Nessun ulteriore Pokémon | Nessun ulteriore Pokémon | 640           | VirizionL     | Nessun ulteriore Pokémon | Nessun ulteriore Pokémon | Nessun ulteriore Pokémon | Nessun ulteriore Pokémon | Nessun ulteriore Pokémon | Nessun ulteriore Pokémon | Nessun ulteriore Pokémon (al 14 dicembre 2023) | Nessun ulteriore Pokémon (al 14 dicembre 2023) |
| 148                      | Dragonair                | Nessun ulteriore Pokémon | Nessun ulteriore Pokémon | Nessun ulteriore Pokémon | Nessun ulteriore Pokémon | Nessun ulteriore Pokémon | Nessun ulteriore Pokémon | 641           | TornadusL     | Nessun ulteriore Pokémon | Nessun ulteriore Pokémon | Nessun ulteriore Pokémon | Nessun ulteriore Pokémon | Nessun ulteriore Pokémon | Nessun ulteriore Pokémon | Nessun ulteriore Pokémon (al 14 dicembre 2023) | Nessun ulteriore Pokémon (al 14 dicembre 2023) |
| 149                      | Dragonite                | Nessun ulteriore Pokémon | Nessun ulteriore Pokémon | Nessun ulteriore Pokémon | Nessun ulteriore Pokémon | Nessun ulteriore Pokémon | Nessun ulteriore Pokémon | 642           | ThundurusL    | Nessun ulteriore Pokémon | Nessun ulteriore Pokémon | Nessun ulteriore Pokémon | Nessun ulteriore Pokémon | Nessun ulteriore Pokémon | Nessun ulteriore Pokémon | Nessun ulteriore Pokémon (al 14 dicembre 2023) | Nessun ulteriore Pokémon (al 14 dicembre 2023) |
| 150                      | MewtwoL                  | Nessun ulteriore Pokémon | Nessun ulteriore Pokémon | Nessun ulteriore Pokémon | Nessun ulteriore Pokémon | Nessun ulteriore Pokémon | Nessun ulteriore Pokémon | 643           | ReshiramL     | Nessun ulteriore Pokémon | Nessun ulteriore Pokémon | Nessun ulteriore Pokémon | Nessun ulteriore Pokémon | Nessun ulteriore Pokémon | Nessun ulteriore Pokémon | Nessun ulteriore Pokémon (al 14 dicembre 2023) | Nessun ulteriore Pokémon (al 14 dicembre 2023) |
| 151                      | MewM                     | Nessun ulteriore Pokémon | Nessun ulteriore Pokémon | Nessun ulteriore Pokémon | Nessun ulteriore Pokémon | Nessun ulteriore Pokémon | Nessun ulteriore Pokémon | 644           | ZekromL       | Nessun ulteriore Pokémon | Nessun ulteriore Pokémon | Nessun ulteriore Pokémon | Nessun ulteriore Pokémon | Nessun ulteriore Pokémon | Nessun ulteriore Pokémon | Nessun ulteriore Pokémon (al 14 dicembre 2023) | Nessun ulteriore Pokémon (al 14 dicembre 2023) |
| Nessun ulteriore Pokémon | Nessun ulteriore Pokémon | Nessun ulteriore Pokémon | Nessun ulteriore Pokémon | Nessun ulteriore Pokémon | Nessun ulteriore Pokémon | Nessun ulteriore Pokémon | Nessun ulteriore Pokémon | 645           | LandorusL     | Nessun ulteriore Pokémon | Nessun ulteriore Pokémon | Nessun ulteriore Pokémon | Nessun ulteriore Pokémon | Nessun ulteriore Pokémon | Nessun ulteriore Pokémon | Nessun ulteriore Pokémon (al 14 dicembre 2023) | Nessun ulteriore Pokémon (al 14 dicembre 2023) |
| Nessun ulteriore Pokémon | Nessun ulteriore Pokémon | Nessun ulteriore Pokémon | Nessun ulteriore Pokémon | Nessun ulteriore Pokémon | Nessun ulteriore Pokémon | Nessun ulteriore Pokémon | Nessun ulteriore Pokémon | 646           | KyuremL       | Nessun ulteriore Pokémon | Nessun ulteriore Pokémon | Nessun ulteriore Pokémon | Nessun ulteriore Pokémon | Nessun ulteriore Pokémon | Nessun ulteriore Pokémon | Nessun ulteriore Pokémon (al 14 dicembre 2023) | Nessun ulteriore Pokémon (al 14 dicembre 2023) |
| Nessun ulteriore Pokémon | Nessun ulteriore Pokémon | Nessun ulteriore Pokémon | Nessun ulteriore Pokémon | Nessun ulteriore Pokémon | Nessun ulteriore Pokémon | Nessun ulteriore Pokémon | Nessun ulteriore Pokémon | 647           | KeldeoM       | Nessun ulteriore Pokémon | Nessun ulteriore Pokémon | Nessun ulteriore Pokémon | Nessun ulteriore Pokémon | Nessun ulteriore Pokémon | Nessun ulteriore Pokémon | Nessun ulteriore Pokémon (al 14 dicembre 2023) | Nessun ulteriore Pokémon (al 14 dicembre 2023) |
| Nessun ulteriore Pokémon | Nessun ulteriore Pokémon | Nessun ulteriore Pokémon | Nessun ulteriore Pokémon | Nessun ulteriore Pokémon | Nessun ulteriore Pokémon | Nessun ulteriore Pokémon | Nessun ulteriore Pokémon | 648           | MeloettaM     | Nessun ulteriore Pokémon | Nessun ulteriore Pokémon | Nessun ulteriore Pokémon | Nessun ulteriore Pokémon | Nessun ulteriore Pokémon | Nessun ulteriore Pokémon | Nessun ulteriore Pokémon (al 14 dicembre 2023) | Nessun ulteriore Pokémon (al 14 dicembre 2023) |
| Nessun ulteriore Pokémon | Nessun ulteriore Pokémon | Nessun ulteriore Pokémon | Nessun ulteriore Pokémon | Nessun ulteriore Pokémon | Nessun ulteriore Pokémon | Nessun ulteriore Pokémon | Nessun ulteriore Pokémon | 649           | GenesectM     | Nessun ulteriore Pokémon | Nessun ulteriore Pokémon | Nessun ulteriore Pokémon | Nessun ulteriore Pokémon | Nessun ulteriore Pokémon | Nessun ulteriore Pokémon | Nessun ulteriore Pokémon (al 14 dicembre 2023) | Nessun ulteriore Pokémon (al 14 dicembre 2023) |

### Specie glitch
Nei giochi Pokémon per Game Boy, Pokémon Rosso, Verde, Blu e Giallo, i giocatori potevano accedere a un insieme di 105 Pokémon glitch. Queste specie non sono state ideate dai designer dei giochi ma potrebbero essere incontrate tramite l'uso di diversi glitch. Tra questi c'è un glitch chiamato MissingNo., diventato molto popolare.